# Зъркле
Зъркле (на македонска литературна норма: Зркле) е село в Северна Македония, в община Брод (Македонски Брод).

## География
Селото се намира в областта Поречие в източното подножие на планината Добра вода.

## История

### Етимология
Името на селото е засвидетелствано като Зръкленѣ, Зрьклени в XVI – XVIII век. Първоначално е жителско име, производно от *зъркло, „огледало“, от зъркам и -ло. Сравнимо е руското зеркало, „огледало“ и местните имена Огледало при Гърбино, Кюстендилско и чешкото Na Zrcadle = на немското Spiegelbauden.

### В Османската империя
Църквата „Свети Никола“ („Свети Илия“) е от 1838 година.
В XIX век Зъркле е село в Поречка нахия на Кичевска каза на Османската империя. В „Етнография на вилаетите Адрианопол, Монастир и Салоника“, издадена в Константинопол в 1878 година и отразяваща статистиката на населението от 1873 година Зъркле (Zrklé) е посочено като село с 20 домакинства с 88 жители българи.
Според статистиката на Васил Кънчов („Македония. Етнография и статистика“) от 1900 година Зъркле е населявано от 180 жители българи християни.
На Етнографската карта на Битолския вилает на Картографския институт в София от 1901 година Зъркле е чисто българско село в Кичевската каза на Битолския санджак с 30 къщи.
Цялото село в началото на XX век е сърбоманско. Според митрополит Поликарп Дебърски и Велешки в 1904 година в Зъркле има 25 сръбски къщи. По данни на секретаря на Българската екзархия Димитър Мишев („La Macédoine et sa Population Chrétienne“) в 1905 година в Зъркле има 160 българи патриаршисти сърбомани и в селото работи сръбско училище.

### В Сърбия
След Междусъюзническата война в 1913 година селото попада в Сърбия. На етническата си карта на Северозападна Македония в 1929 година Афанасий Селишчев отбелязва Зъркле като българско село.

### В Северна Македония
Според преброяването от 2002 година селото има 86 жители – 84 македонци и 2 други.

## Личности
Родени в Зъркле
- Милисав Видески (1916 - след 1944), участник в равногорското движение на Дража Михайлович в Поречието до предаването им на комунистическите партизани през август 1944 година[11]